# خانه حاج عباس ثنایی
خانه حاج عباس سنایی مربوط به دوره قاجار است و در اردکان، محله چرخاب، دربند حاج عباس سنایی واقع شده و این اثر در تاریخ ۲۴ اسفند ۱۳۸۳ با شمارهٔ ثبت ۱۱۶۲۳ به‌عنوان یکی از آثار ملی ایران به ثبت رسیده‌است.